# Serie A 2014/2015
Soutěžní ročník Serie A 2014/15 byl 113. ročník nejvyšší italské fotbalové ligy a 83. ročník od založení Serie A. Soutěž začala 30. srpna 2014 a skončila 31. května 2015. Účastnilo se jí opět 20 týmů z toho 17 se kvalifikovalo z minulého ročníku. Poslední tři týmy předchozího ročníku, jimiž byli Calcio Catania, Bologna FC 1909 a poslední tým ročníku - AS Livorno Calcio, sestoupily do druhé ligy. Opačným směrem putovaly US Città di Palermo (vítěz druhé ligy), Empoli FC a AC Cesena, která po obsazení 4. místa v ligové tabulce, zvítězila v play-off.
Titul v soutěži obhajoval opět Juventus FC, který v minulém ročníku získal již 30. prvenství v soutěži a třetí v řadě.

## Přestupy hráčů
| Jméno            | odkud             | kam               | cena           |  |
| ---------------- | ----------------- | ----------------- | -------------- |  |
| Juan Cuadrado    | ACF Fiorentina    | Chelsea FC        | 31 000 000 eur |  |
| Mahdí Benatía    | AS Řím            | FC Bayern Mnichov | 28 000 000 eur |  |
| Juan Iturbe      | Hellas Verona FC  | AS Řím            | 24 500 000 eur |  |
| Mario Balotelli  | AC Milán          | Liverpool FC      | 20 000 000 eur |  |
| Álvaro Morata    | Real Madrid       | Juventus FC       | 20 000 000 eur |  |
| Ciro Immobile    | Turín FC          | Borussia Dortmund | 18 500 000 eur |  |
| Juan Iturbe      | FC Porto          | Hellas Verona FC  | 15 000 000 eur |  |
| Radja Nainggolan | Cagliari Calcio   | AS Řím            | 15 000 000 eur |  |
| Alessio Cerci    | Turín FC          | Atlético Madrid   | 15 000 000 eur |  |
| Kōstas Manōlas   | Olympiakos Pireus | AS Řím            | 15 000 000 eur |  |

## Složení ligy v tomto ročníku
| Klub                | Město     | Stadión                 | Kapacita | Trenér                                                                                                   | 2013/14          |
| ------------------- | --------- | ----------------------- | -------- | --- | ---------------- |
| Atalanta BC         | Bergamo   | Atleti Azzurri d'Italia | 26 542   | Stefano Colantuono (do 4.3. 2015) Edoardo Reja                                                           | 11.              |
| Cagliari Calcio     | Cagliari  | Sant'Elia               | 16 000   | Zdeněk Zeman (do 23.12. 2014) Gianfranco Zola (do 9.3. 2015) Zdeněk Zeman (do 21.4. 2015) Gianluca Festa | 15.              |
| AC Cesena           | Cesena    | Dino Manuzzi            | 23 900   | Pierpaolo Bisoli (do 8.12. 2014) Domenico Di Carlo                                                       | Serie B          |
| Empoli FC           | Empoli    | Carlo Castellani        | 16 800   | Maurizio Sarri                                                                                           | Serie B          |
| ACF Fiorentina      | Florencie | Artemio Franchi         | 47 282   | Vincenzo Montella                                                                                        | 4.               |
| Janov CFC           | Janov     | Luigi Ferraris          | 36 685   | Gian Piero Gasperini                                                                                     | 13.              |
| UC Sampdoria        | Janov     | Luigi Ferraris          | 36 685   | Siniša Mihajlović                                                                                        | 12.              |
| AC Milán            | Milán     | Giuseppe Meazza         | 80 018   | Filippo Inzaghi                                                                                          | 8.               |
| FC Inter Milán      | Milán     | Giuseppe Meazza         | 80 080   | Walter Mazzarri (do 14.11. 2014) Roberto Mancini                                                         | 5.               |
| SSC Neapol          | Neapol    | San Paolo               | 60 240   | Rafael Benítez                                                                                           | Bronzová medaile |
| AS Řím              | Řím       | Olimpico                | 72 698   | Rudi García                                                                                              | Stříbrná medaile |
| SS Lazio            | Řím       | Olimpico                | 72 698   | Stefano Pioli                                                                                            | 9.               |
| US Sassuolo Calcio  | Sassuolo  | Giglio                  | 23 717   | Eusebio Di Francesco                                                                                     | 17.              |
| Turín FC            | Turín     | Olimpico di Torino      | 27 994   | Gian Piero Ventura                                                                                       | 7.               |
| Juventus FC         | Turín     | Juventus Stadium        | 41 254   | Massimiliano Allegri                                                                                     |                  |
| Udinese Calcio      | Udine     | Friuli                  | 30 642   | Andrea Stramaccioni                                                                                      | 14.              |
| Parma FC            | Parma     | Ennio Tardini           | 27 906   | Roberto Donadoni                                                                                         | 6.               |
| US Città di Palermo | Palermo   | Renzo Barbera           | 36 349   | Giuseppe Iachini                                                                                         | Serie B          |
| AC ChievoVerona     | Verona    | Marc'Antonio Bentegodi  | 38 402   | Eugenio Corini (do 19.10. 2014) Rolando Maran                                                            | 16.              |
| Hellas Verona FC    | Verona    | Marc'Antonio Bentegodi  | 38 402   | Andrea Mandorlini                                                                                        | 10.              |

## Tabulka
| Poř. | Tým                 | Z  | V  | R  | P  | VG | OG | B  |
| ---- | ------------------- | -- | -- | -- | -- | -- | -- | -- |
| 1.   | Juventus FC         | 38 | 26 | 9  | 3  | 72 | 24 | 87 |
| 2.   | AS Řím              | 38 | 19 | 13 | 6  | 54 | 31 | 70 |
| 3.   | SS Lazio            | 38 | 21 | 6  | 11 | 71 | 38 | 69 |
| 4.   | ACF Fiorentina      | 38 | 18 | 10 | 10 | 61 | 46 | 64 |
| 5.   | SSC Neapol          | 38 | 18 | 9  | 11 | 70 | 54 | 63 |
| 6.   | Janov CFC 1         | 38 | 16 | 11 | 11 | 62 | 47 | 59 |
| 7.   | UC Sampdoria        | 38 | 13 | 17 | 8  | 48 | 42 | 56 |
| 8.   | FC Inter Milán      | 38 | 14 | 13 | 11 | 59 | 48 | 55 |
| 9.   | Turín FC            | 38 | 14 | 12 | 12 | 48 | 45 | 54 |
| 10.  | AC Milán            | 38 | 13 | 13 | 12 | 56 | 50 | 52 |
| 11.  | US Città di Palermo | 38 | 12 | 13 | 13 | 53 | 55 | 49 |
| 12.  | US Sassuolo Calcio  | 38 | 12 | 13 | 13 | 49 | 57 | 49 |
| 13.  | Hellas Verona FC    | 38 | 11 | 13 | 14 | 49 | 65 | 46 |
| 14.  | AC ChievoVerona     | 38 | 10 | 13 | 15 | 28 | 41 | 43 |
| 15.  | Empoli FC           | 38 | 8  | 18 | 12 | 46 | 52 | 42 |
| 16.  | Udinese Calcio      | 38 | 10 | 11 | 17 | 43 | 56 | 41 |
| 17.  | Atalanta BC         | 38 | 7  | 16 | 15 | 38 | 57 | 37 |
| 18.  | Cagliari Calcio     | 38 | 8  | 10 | 20 | 48 | 68 | 34 |
| 19.  | AC Cesena           | 38 | 4  | 12 | 22 | 36 | 73 | 24 |
| 20.  | Parma FC 2          | 38 | 6  | 8  | 24 | 33 | 75 | 19 |

Poznámky
- Z = Odehrané zápasy; V = Vítězství; R = Remízy; P = Prohry; VG = Vstřelené góly; OG = Obdržené góly; B = Body
- 1  Janov CFC si vybojovala účast v Evropské lize. Jenže nebyla ji udělena licence UEFA.
- 2  Parma FC přišla během sezóny o 7 bodů za nezaplacené mzdy.

|  | Mistr ligy a Přímý postup do Ligy mistrů 2015/16 |
|  | Přímý postup do Ligy mistrů 2015/16              |
|  | Postup do play-off Ligy mistrů 2015/16           |
|  | Přímý postup do Evropské ligy UEFA 2015/16       |
|  | Postup do play-off Evropské ligy UEFA 2015/16    |
|  | Sestup do Serie B 2015/16                        |

## Střelecká listina

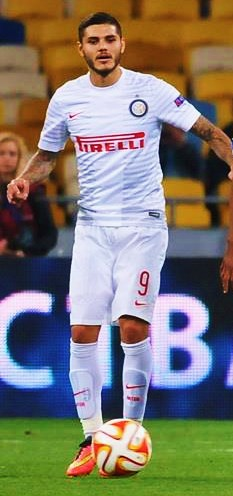
Nejlepší střelec Serie A 2014/15 - Mauro Icardi.

Nejlepším střelcem tohoto ročníku Serie A se staly dva hráči. Argentinský útočník Mauro Icardi z klubu FC Inter Milán a italský útočník Luca Toni z klubu Hellas Verona FC. Oba vstřelili 22 branek.
| P. | Nár       | Hráč               | Tým                       | Branky |
| -- | --------- | ------------------ | ------------------------- | ------ |
| 1. | Argentina | Mauro Icardi       | FC Inter Milán            | 22     |
| 1. | Itálie    | Luca Toni          | Hellas Verona FC          | 22     |
| 3. | Argentina | Carlos Tevez       | Juventus FC               | 20     |
| 4. | Argentina | Gonzalo Higuaín    | SSC Neapol                | 18     |
| 5. | Francie   | Jérémy Ménez       | AC Milán                  | 16     |
| 6. | Itálie    | Domenico Berardi   | US Sassuolo Calcio        | 15     |
| 6. | Itálie    | Manolo Gabbiadini  | UC Sampdoria + SSC Neapol | 15     |
| 8. | Itálie    | Antonio Di Natale  | Udinese Calcio            | 14     |
| 9. | Argentina | Paulo Dybala       | US Città di Palermo       | 13     |
| 9. | Španělsko | Iago Falque        | Janov CFC                 | 13     |
| 9. | Německo   | Miroslav Klose     | SS Lazio                  | 13     |
| 9. | Itálie    | Fabio Quagliarella | Turín FC                  | 13     |

## Vítěz
| Serie A 2014/15 Juventus FC (31. titul) |